# Loud (album de Rihanna)
Pour les articles homonymes, voir Loud.
Albums de Rihanna
Rated R
(2009) Talk That Talk
(2011)
Singles
1. Only Girl (In the World)
Sortie : 10 septembre 2010
2. What's My Name? (feat. Drake)
Sortie : 29 octobre 2010
3. Raining Men
Sortie : 7 décembre 2010
4. S&M
Sortie : 21 janvier 2011
5. California King Bed
Sortie : 25 avril 2011
6. Man Down
Sortie : 23 mai 2011
7. Cheers (Drink to That)
Sortie : 2 août 2011

Loud est le cinquième album studio de la chanteuse barbadienne Rihanna, sorti le 12 novembre 2010 par Def Jam Recordings. Les sessions d'enregistrement et de production de l'album ont eu lieu au cours de février à août 2010, partiellement au cours de la tournée de Rihanna, Last Girl on Earth Tour. Rihanna a travaillé avec plusieurs producteurs de disques, tel que StarGate, The Runners, Polow da Don, Tricky Stewart, et Alex da Kid, entre autres. Loud intègre fortement de la musique de genre dance-pop et R&B. Loud marque aussi le premier retour de Rihanna à une influence de son dancehall apparent sur son album de 2006 A Girl Like Me.
L'album débuta numéro un aux classements Canadiens et Suisses. Loud entre numéro trois aux US Billboard 200, en ayant vendu 207 000 exemplaires lors de sa première semaine aux États-Unis. Sept singles ont été extraits de l'album dont les hits internationaux Only Girl (In the World), What's My Name?, et S&M. Lors de sa sortie, Loud a reçu des commentaires positifs des critiques musicales, qui ont félicité son matériel optimiste et la performance de Rihanna. Il a également permis à Rihanna de gagner un Grammy Award pour le meilleur enregistrement dance (Best Dance Recording) pour le premier single Only Girl (In the World). Il s'est vendu à plus de 8 millions d'exemplaires dans le monde depuis sa sortie.

## Musique
Les pistes ont été écrites par Shontelle, Ester Dean et Nicki Minaj. Stargate a produit des effets de fizzing synths, club beats et de chants sing-along (chants en chœur) aussi fortement, avec trois chansons de l'album, Only Girl (In the World), What's My Name? et S&M. Cheers, qui a également été cité par Rihanna par son titre d'écriture, Drink to That, est une chanson funky, comportant des loping guitar groove joués à la guitare dédiée à une nuit sur la ville et contenant des interpolations de la chanson I'm with You de Avril Lavigne. Fading est un hymne break-up contenant des échantillons de la chanson One by One d'Enya. California King Bed est une ballade acoustique dite « grattée ». S&M est le titre le « plus fort » de l'album. Rihanna a décrit Raining Men comme « une chanson vraiment amusante. Rien de tel que l'original. Son tempo est très rapide, mais ressort comme quelque chose de bizarre et drôle. » Rihanna et Drake ont décrit leur duo, What's My Name? comme une piste « jeune » et « ludique ».

## Liste des pistes
| No  | Titre                                             | Auteur | Producteur(s)            | Durée |
| --- | ------------------------------------------------- | --- | ------------------------ | ----- |
| 1.  | S&M                                               | Mikkel Eriksen, Tor Hermansen, Sandy Wilhelm, Ester Dean | StarGate, Sandy Vee      | 4:04  |
| 2.  | What's My Name? (featuring Drake)                 | Hermansen, Eriksen, Tracy Hale, Dean, Aubrey Graham | StarGate                 | 4:23  |
| 3.  | Cheers (Drink to That)                            | Beyoncé Knowles, Andrew Harr, Jermaine Jackson, Stacey Barthe, Laura Pergolizzi, Corey Gibson, Chris Ivery, Lauren Christy, Graham Edwards, Avril Lavigne, Scott Spock | The Runners              | 4:22  |
| 4.  | Fading                                            | Jamal Jones, Dean | Polow da Don             | 3:20  |
| 5.  | Only Girl (In the World)                          | Crystal Johnson, Eriksen, Hermansen, Wilhelm | StarGate, Sandy Vee      | 3:55  |
| 6.  | California King Bed                               | Harr, Jackson, Priscilla Renea, Alex Delicata | The Runners              | 4:12  |
| 7.  | Man Down                                          | Shama Joseph, Timothy & Theron Thomas, Shontelle Layne | Sham                     | 4:27  |
| 8.  | Raining Men (featuring Nicki Minaj)               | Melvin Hough II, Rivelino Wouter, Timothy & Theron Thomas, Onika Maraj                                                                                                 | Mel & Mus                | 3:45  |
| 9.  | Complicated                                       | Christopher Stewart, Dean | Tricky Stewart, Dean     | 4:18  |
| 10. | Skin                                              | Kenneth Coby, Ursula Yancy | Soundz                   | 5:04  |
| 11. | Love the Way You Lie (Part II) (featuring Eminem) | Alexander Grant, Holly Hafferman, Marshall Mathers | Alex da Kid Total: 46:38 | 4:56  |

12.  Love the way you lie (part II) Piano version
13. Who's that chick (Doritos Night)
14. Only girl (In the world) RMX (Bonus track)
15. Stick up (The saturday night live song)

16. What's my name (Version Rihanna)
| 1.  | The Making of Loud: Chapter 1                                                                        | 0:48 |
| 2.  | The Making of Loud: Chapter 2 – Raining Men Recording Session                                        | 1:32 |
| 3.  | The Making of Loud: Chapter 3 – Man Down Recording Sesson                                            | 1:40 |
| 4.  | The Making of Loud: Chapter 4                                                                        | 0:30 |
| 5.  | The Making of Loud: Chapter 5 – Live in NYC – Madison Square Garden                                  | 7:00 |
| 6.  | The Making of Loud: Chapter 6 – Reb'l Fleur Photo Shoot                                              | 3:30 |
| 7.  | The Making of Loud: Chapter 7 – Loud Album Art Photo Shoot                                           | 1:52 |
| 8.  | The Making of Loud: Chapter 8 – Day One                                                              | 3:39 |
| 9.  | The Making of Loud: Chapter 9 – Day Two                                                              | 2:48 |
| 10. | The Making of Loud: Chapter 10 – Credits (Incluant le making of du clip de Only Girl (In the World)) | 3:05 |

Notes
- Cheers (Drink to That) contient une interpolation de I'm with You interprété par Avril Lavigne et écrit par Lavigne, Scott Spock, Graham Edwards et Lauren Christy[11].
- Love The Way You Lie (Part II) est la « suite » du titre Love the Way You Lie, présent sur l'album Recovery d'Eminem.

## Singles
- Le premier single est la chanson Only Girl (In the World), sortie le 10 septembre 2010. Elle a été mise en vente le jour de sa sortie sur les plateformes de téléchargement légal[12]. Le clip du single est sortie le 12 octobre 2010 sur la chaîne Youtube de Rihanna. Le titre se classe n.1 dans une vingtaine de pays à sa sortie. Aux États-Unis, il atteindras le n.1 du Billboard Hot 100 deux semaines après que What's My Name? ait atteint le n.1 de ce même palmarès, devenant la seul artiste ayant classer un 1er single n.1 après le 2e single d'un même album.
- Le deuxième single est la chanson What's My Name? en featuring avec le rappeur Drake. Elle a été envoyée aux radios le 25 octobre 2010 et sortie le 29 octobre 2010 puis le 12 novembre 2010 sur Youtube. Le single se classe n.1 du Billboard Hot 100 au moment de la sortie de l'album, peu après la sortie de la chanson.
- Le troisième single est la chanson S&M, sortie le 21 janvier 2011. Le vidéoclip, sorti le 31 janvier 2011 sur sa chaîne Youtube, créa une polémique, jugé trop obscène et fut interdit dans plus de 11 pays et interdit de diffusion en France avant 22h. La chanson est également censurée de la BBC. Malgré cela, la chanson connait un très grand impact international et se classe dans le top 10 dans plusieurs pays.
- Un remix inédit de S&M est sorti le 11 avril 2011. C'est un remix en featuring avec Britney Spears. Le titre se classa directement 1er sur iTunes US. Ce remix est censé rebooster les ventes avant la sortie du 4e single. S&M devient son dixième single à être numéro 1 aux États-Unis.
- Le quatrième single est la chanson California King Bed, dévoilée après un choix de plusieurs chansons de l'album par les fans de Rihanna via Twitter le 12 mars 2011. Sa date de sortie est prévue pour fin avril 2011 et il sort en vidéoclip le 6 mai 2011. Ce single plutôt un succès modéré au niveau international.
- Le cinquième single est la chanson Man Down. Le clip a été tourné en Jamaïque et il est sorti le 2 juin 2011. Il commence par un crime commis par la chanteuse. Elle abat en effet un homme en pleine rue, parmi les passants, et le reste du clip révèle petit à petit que la chanteuse a été violée par cet homme la veille au soir. Le single n'auras pas un très grand succès à sa sortie sauf dans la francophonie, où le titre trouve preneur, devenant n.1 en France et n.2 en Belgique francophone.
- Le sixième et dernier single de l'album est la chanson Cheers (Drink to That), qui est sorti sur les radios U.S. le 2 août 2011. Dans le clip, nous suivons Rihanna à travers l'Amérique du Nord pendant son Loud Tour, et retrouvons la scène du shot de vodka sur scène. Nous pouvons voir aussi une Rihanna souriante qui s'amuse avec ses fans mais aussi ses collègues et qui fait son show sur scène. Mais ce n'est pas tout, nous pouvons même apercevoir par-ci par-là la chevelure blonde d'Avril Lavigne qui a participé à la création de la chanson étant donné que les « yeah yeah » ont été repris d'une de ses créations. Le clip est sorti le 27 août 2011. Le titre est un grand succès commercial, atteignant le top 10 du Billboard Hot 100 et au Canada, mais un succès plus modéré ailleurs.

## Historique des sorties
| Pays             | Date             | Label                 |
| ---------------- | ---------------- | --------------------- |
| Australie        | 12 novembre 2010 | Universal Music Group |
| Allemagne        | 12 novembre 2010 | Universal Music Group |
| Irlande          | 12 novembre 2010 | Universal Music Group |
| Pays-Bas         | 12 novembre 2010 | Universal Music Group |
| France           | 15 novembre 2010 | Universal Music Group |
| Maroc            | 15 novembre 2010 | Universal Music Group |
| Nouvelle-Zélande | 15 novembre 2010 | Universal Music Group |
| Royaume-Uni      | 15 novembre 2010 | Mercury Records       |
| Mexique          | 16 novembre 2010 | Universal Music Group |
| États-Unis       | 16 novembre 2010 | Def Jam               |
| Suède            | 17 novembre 2010 | Def Jam               |
| Pologne          | 19 novembre 2010 | Universal Music Group |

## Classements et certifications
| Classement (2010-2011)                        | Meilleure position |
| --------------------------------------------- | ------------------ |
| Allemagne (Media Control AG)                  | 2                  |
| Australie (ARIA)                              | 2                  |
| Autriche (Ö3 Austria Top 40)                  | 3                  |
| Belgique (Flandre Ultratop)                   | 3                  |
| Belgique (Wallonie Ultratop)                  | 2                  |
| Canada (Canadian Albums Chart)                | 1                  |
| Danemark (Tracklisten)                        | 2                  |
| Écosse (OCC)                                  | 1                  |
| Espagne (Promusicae)                          | 6                  |
| États-Unis (Billboard 200)                    | 3                  |
| États-Unis (Billboard Top R&B/Hip-Hop Albums) | 1                  |
| Europe - (Top 100 Albums)                     | 1                  |
| Finlande (Suomen virallinen lista)            | 7                  |
| France (SNEP)                                 | 3                  |
| Grèce (IFPI)                                  | 10                 |
| Hongrie - Mahasz                              | 6                  |
| Irlande (IRMA)                                | 1                  |
| Italie (FIMI)                                 | 11                 |
| Mexique                                       | 17                 |
| Norvège (VG-lista)                            | 1                  |
| Nouvelle-Zélande (RIANZ)                      | 4                  |
| Pays-Bas (Mega Album Top 100)                 | 6                  |
| Pologne                                       | 4                  |
| Portugal (AFP)                                | 10                 |
| République tchèque - IFPI                     | 12                 |
| Royaume-Uni (UK Albums Chart)                 | 1                  |
| Royaume-Uni (Albums R&B)                      | 1                  |
| Suède (Sverigetopplistan)                     | 15                 |
| Suisse (Schweizer Hitparade)                  | 1                  |

| Pays                    | Certification | Unités certifiées |
| ----------------------- | ------------- | ----------------- |
| Allemagne (BVMI)        | 3 × Or        | 300 000           |
| Australie (ARIA)        | 3 × Platine   | 210 000           |
| Autriche (IFPI)         | Or            | 10 000            |
| Belgique (BEA)          | Platine       | 30 000            |
| Brésil (ABPD)           | Platine       | 40 000            |
| Canada (Music Canada)   | 3 × Platine   | 240 000           |
| Danemark (IFPI)         | 2 × Platine   | 40 000            |
| États-Unis (RIAA)       | 5 × Platine   | 5 000 000         |
| Hongrie (Mahasz)        | Or            | 3 000             |
| Irlande (IRMA)          | 5 × Platine   | 75 000            |
| Italie (FIMI)           | Platine       | 60 000            |
| Nouvelle-Zélande (RMNZ) | Platine       | 15 000            |
| Pologne (ZPAV)          | 3 × Platine   | 60 000            |
| Portugal (AFP)          | Or            | 10 000            |
| Royaume-Uni (BPI)       | 7 × Platine   | 2 100 000         |
| Suède (GLF)             | 2 × Platine   | 80 000            |
| Suisse (IFPI)           | 2 × Platine   | 60 000            |